# Raalte
Raalte (anhörenⓘ) ist eine Gemeinde in den Niederlanden, Provinz Overijssel, mit 38.616 Einwohnern (Stand 1. Januar 2025).
Die Gemeinde umfasst das große Dorf gleichen Namens sowie die Dörfer Heino, Heeten und Nieuw Heeten sowie mehrere kleinere Ortschaften. Raalte gilt als eine katholische Enklave in einem protestantischen Umland.
Raaltes Partnergemeinde war bis 2003 Mettingen in Westfalen.

## Lage und Wirtschaft
Raalte liegt an der Kreuzung der Landstraßen Zwolle–Almelo und Deventer–Ommen. Diese Städte liegen jeweils 15 bis 20 Kilometer entfernt. Raalte und Heino haben Bahnhöfe an der Bahnstrecke Zwolle–Almelo. In Raalte gibt es viel Landwirtschaft und mehrere kleine, vor allem landwirtschaftliche Produkte verarbeitende Industriebetriebe.

## Politik
Die Lokalpartei GemeenteBelangen gewann die letzte Kommunalwahl am 16. März 2022 und konnte damit ihren dritten Sieg seit 2010 verbuchen.

### Gemeinderat
In Raalte wird der Gemeinderat seit 1982 wie folgt gebildet:
| Partei                  | Sitze a | Sitze a | Sitze a | Sitze a | Sitze a | Sitze a | Sitze a | Sitze a | Sitze a | Sitze a | Sitze a |
| Partei                  | 1982    | 1986    | 1990    | 1994    | 1998    | 2000 b  | 2006    | 2010    | 2014    | 2018    | 2022    |
| ----------------------- | ------- | ------- | ------- | ------- | ------- | ------- | ------- | ------- | ------- | ------- | ------- |
| GemeenteBelangen Raalte | –       | 2       | 4       | 6       | 6       | 5       | 6       | 7       | 7       | 7       | 7       |
| BurgerBelangen          | –       | –       | –       | –       | –       | –       | –       | –       | –       | 4       | 7       |
| CDA                     | 14      | 13      | 13      | 11      | 10      | 11      | 8       | 9       | 7       | 6       | 5       |
| VVD                     | 3       | 2       | 2       | 2       | 2       | 2       | 3       | 3       | 4       | 3       | 3       |
| GroenLinks              | –       | –       | –       | –       | –       | –       | –       | –       | 0       | 1       | 1       |
| D66                     | –       | –       | –       | –       | –       | –       | –       | 1       | 2       | 1       | 1       |
| PvdA                    | 2       | 4       | 2       | 2       | 2       | 2       | 4       | 2       | 1       | 1       | 1       |
| Lokaal Alternatief      | –       | –       | –       | –       | –       | –       | 1       | 1       | 2       | 2       | 0       |
| SP                      | –       | –       | –       | 0       | 1       | 1       | 3       | 2       | 2       | 0       | –       |
| Gemeentebelangen Heino  | –       | –       | –       | –       | –       | 3       | –       | –       | –       | –       | –       |
| Lijst Holtmaat          | –       | –       | –       | –       | –       | 1       | –       | –       | –       | –       | –       |
| Lijst Bos               | 1       | –       | –       | –       | –       | –       | –       | –       | –       | –       | –       |
| Lijst Jansen            | 1       | –       | –       | –       | –       | –       | –       | –       | –       | –       | –       |
| Gesamt                  | 21      | 21      | 21      | 21      | 21      | 25      | 25      | 25      | 25      | 25      | 25      |

Anmerkungen

## Touristisches
- Beim Dorf Heino steht, gerade hinter der Gemeindegrenze zu Olst-Wijhe, das sehenswerte Schloss Nijenhuis (Kunstmuseum, 2004 restauriert).
- Im Dorf Raalte findet alljährlich Ende August das traditionelle Erntedankfest „Stöppelhaene“  mit Korso statt, samt dem in der weiten Umgebung bekannten Umzug am Donnerstag. Der Name dieses seit 1950 erstmals wieder abgehaltenen Festes geht zurück auf den Brauch, nach Abschluss der Roggenernte einen mit Stroh usw. geschmückten hölzernen Hahn außerhalb der Bauernhöfe aufzuhängen.
- Verbreitet über das Gemeindegebiet liegen mehrere kleine Naturgebiete.
- Seit 2004 gibt es in Raalte ein Motorrad-Museum, in dem man auch Motorräder mieten kann.

## Bilder

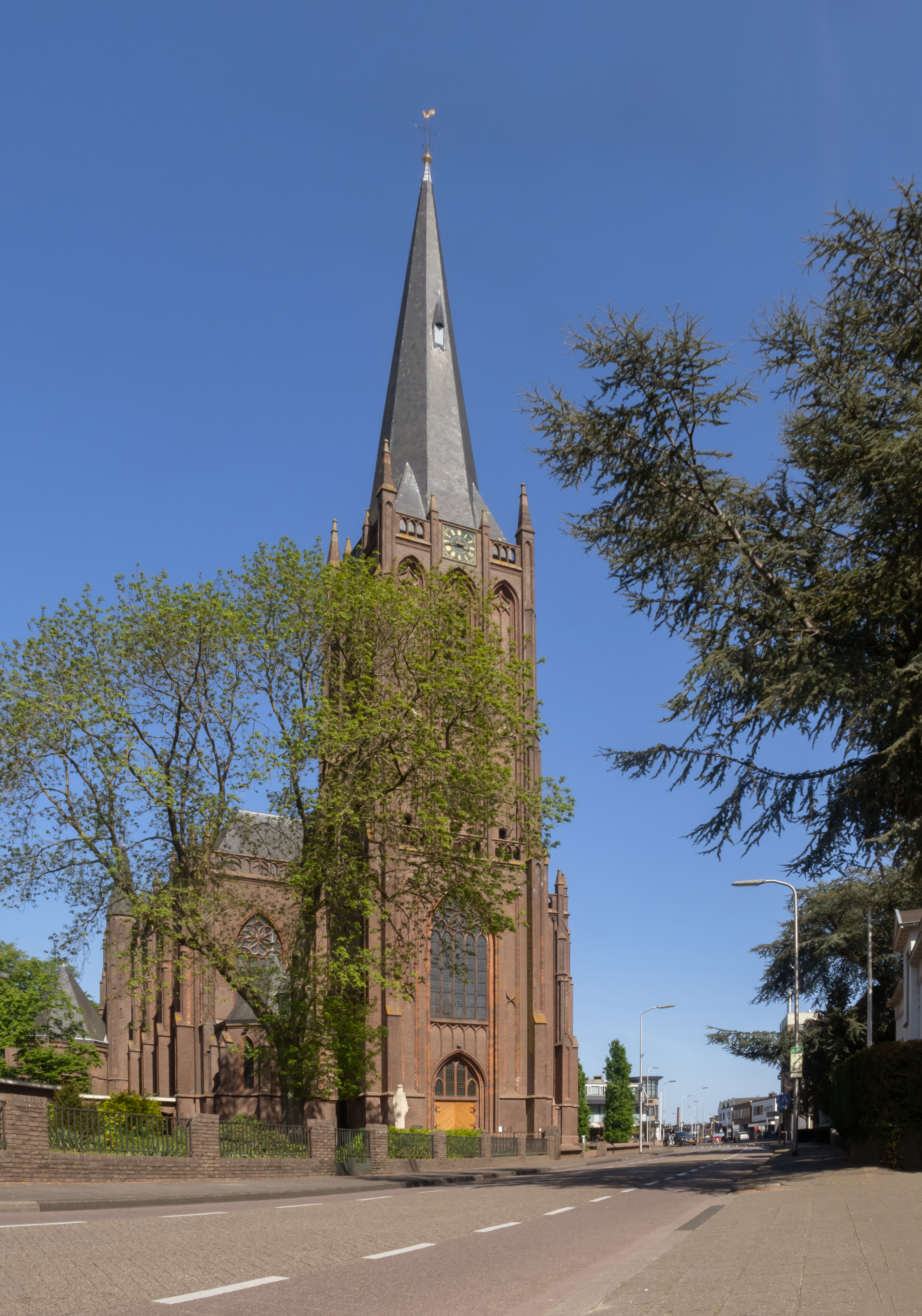
Raalte, Kirche: Kreuzerhöhungsbasilika
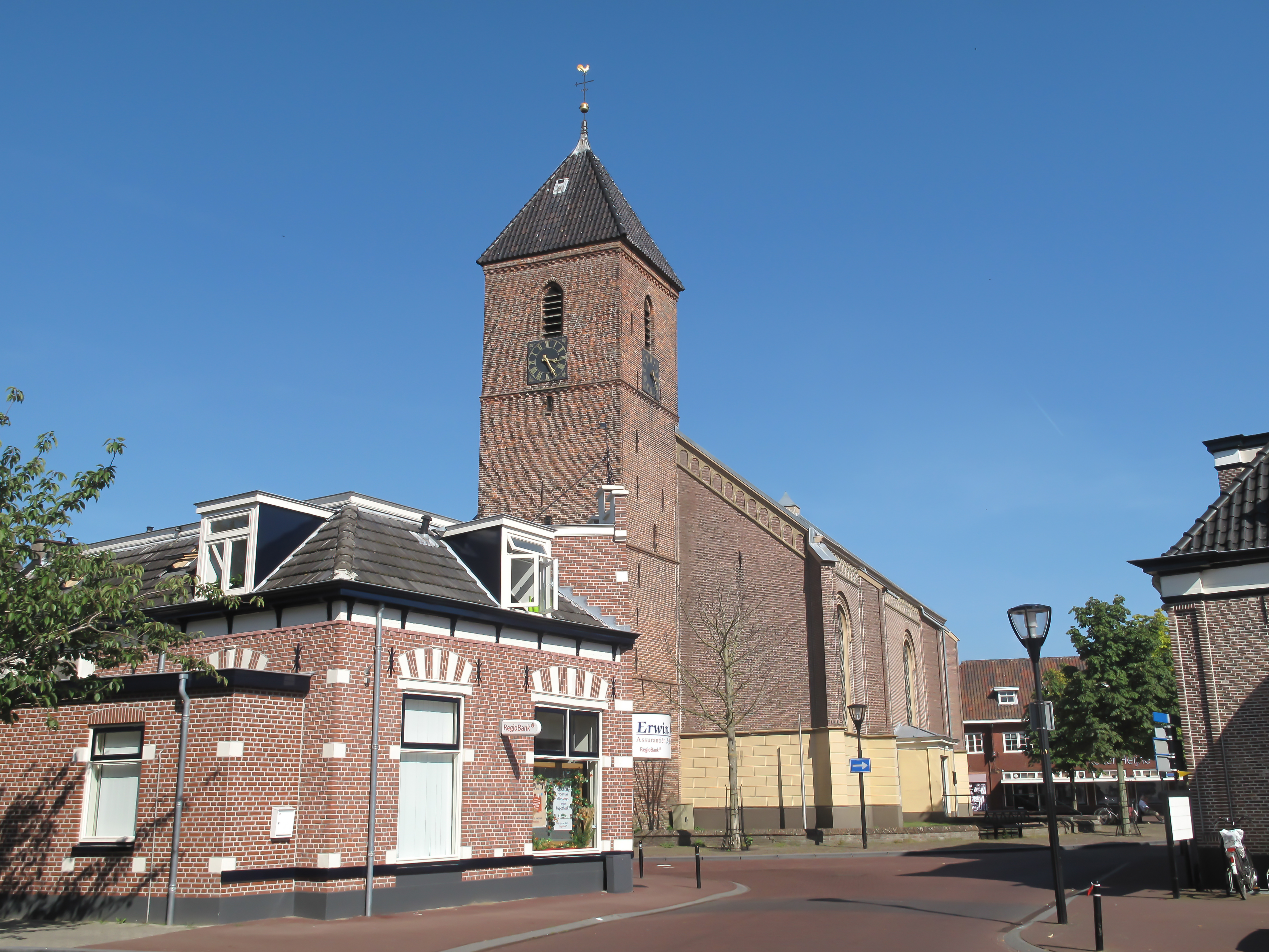
Heino, Kirche: de Nederlands Hervormde Zaalkerk
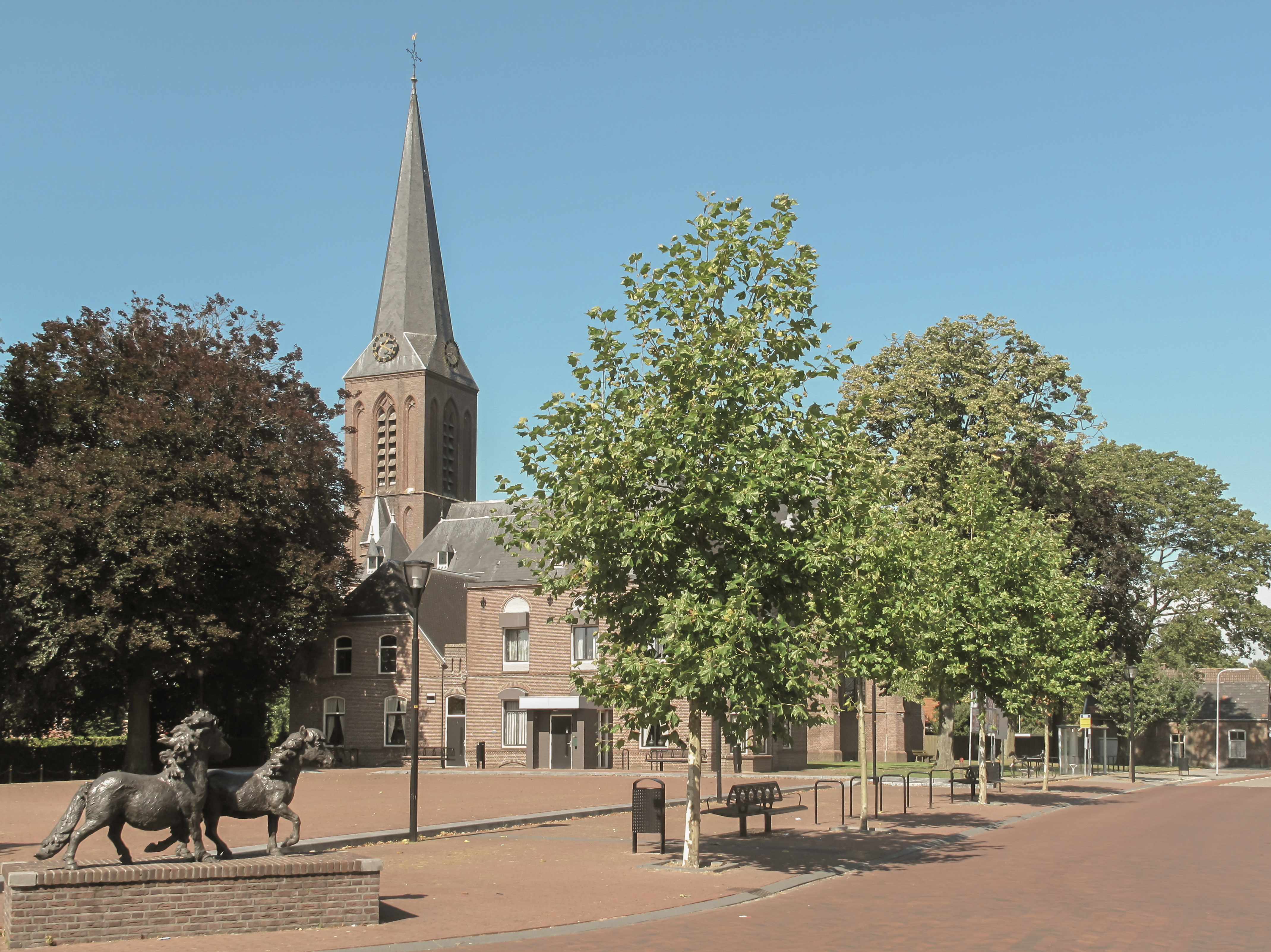
Heeten, Kirche: kerk de Onze Lieve Vrouwe Onbevlekt Ontvangen
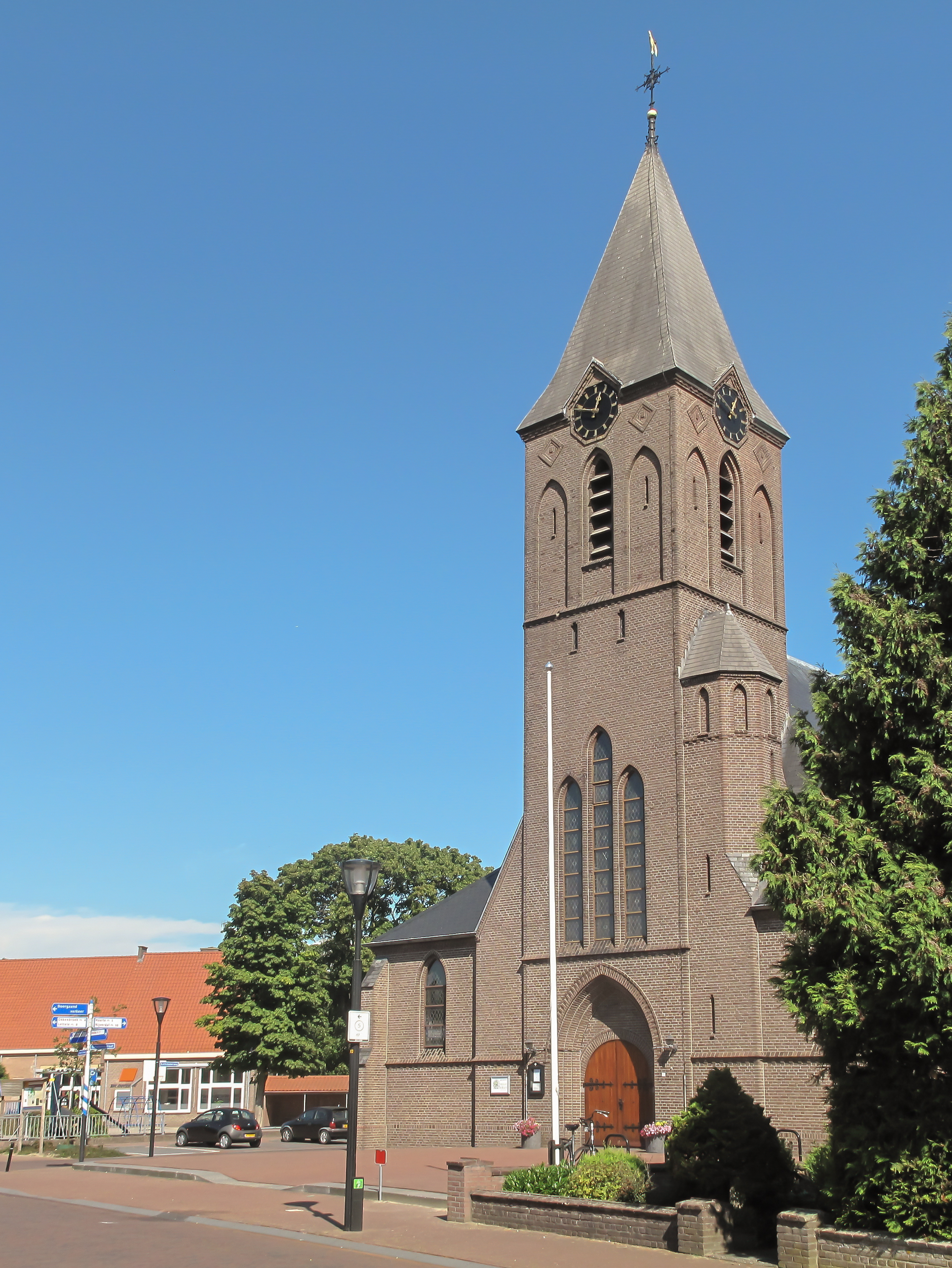
Nieuw Heeten, Kirche: parochiekerk Sint Joseph

## Persönlichkeiten

### Töchter und Söhne
- Jan Smeekens (* 1987), Eisschnellläufer
- Victor Tielbeek (1919–1997), katholischer Ordensgeistlicher, Bischof von Formosa in Brasilien
- Pieter Gert van der Veen (* 1963), evangelikaler Alttestamentler und Biblischer Archäologe
- Petronella van Woensel  (1785–1840), Malerin

### Personen, die in der Gemeinde gewirkt haben
- Roelof Frankot (1911–1984), Künstler